# Immanuel Smitt
Immanuel Smitt, död 1781, var en svensk boktryckare. Han drev under andra halvan av 1700-talet ett boktryckeri i Göteborg som han övertagit av sin styvfar Lars Unge.
Tryckeriet låg på Köpmansgatan  och tryckte bland annat kistebrev. Åren 1762—1764 tryckte han där tidningen Götheborgska magasinet. Den 5 januari 1765 gav han som redaktör ut första numret av tidningen Götheborgska Nyheter. 
Immanuel Smitt dog i början av 1781.